# Lac Piacouadie
Le lac Piacouadie est un plan d'eau douce du bassin versant de la rivière des Montagnes Blanches, situé sur la rive Nord-Ouest du fleuve Saint-Laurent, dans le territoire non organisé de Mont-Valin, dans la municipalité régionale de comté (MRC) du Fjord-du-Saguenay, dans la région administrative de la Saguenay–Lac-Saint-Jean, dans la province de Québec, au Canada.
La foresterie constitue la principale activité économique du secteur ; les activités récréotouristiques sont accessoires compte tenu de l’éloignement géographique et du manque de routes d’accès,,.
La surface du lac Piacouadie est habituellement gelée de la mi-novembre à la mi-avril, toutefois la circulation sécuritaire sur la glace se fait généralement du début de décembre à la fin de mars.

## Géographie
Les principaux bassins versants voisins du lac Piacouadie sont :
- côté Nord : rivière des Montagnes Blanches, lac Pambrun, rivière aux Perches, rivière Lerole ;
- côté Est : lac des Sept Milles, rivière des Montagnes Blanches, rivière Falconio, lac à la Croix, lac Manouanis, rivière Manouanis, rivière Auriac ;
- côté Sud : rivière à Michel, rivière Modeste, rivière Bonnard, lac Manouane ;
- côté Ouest : Petite rivière des Perdrix Blanches, rivière Péribonka, rivière Savane, rivière Modeste, rivière à Michel[1].

Le lac Piacouadie ressemble à un triangle difforme, comportant de nombreuses îles surtout le long de sa rive Ouest. Il comporte aussi une presqu’île rattachée à la rive Nord s’étirant sur 3,3 km vers le centre du lac. Ce lac est alimenté par une dizaine de ruisseaux. Le lac a une longueur de 14,6 km, une largeur maximale de 6,9 km et une altitude de 539 m.
L’embouchure du lac Piacouadie est localisée au fond d’une baie de la rive Nord du lac, soit à :
- 13,3 km au Nord-Ouest du cours de la rivière à Michel ;
- 62,3 km au Nord-Ouest de l’embouchure de la rivière des Montagnes Blanches ;
- 73,7 km au Nord-Est de l’embouchure du lac Onistagane lequel est traversé par la rivière Péribonka ;
- 77,7 km au Nord-Ouest de l’embouchure du lac Manouane ;
- 150 km au Nord-Ouest de l’embouchure de la Petite rivière Manouane ;
- 203 km au Nord-Ouest de la confluence de la rivière Péribonka et de la rivière Manouane ;
- 160 km au Nord de l’embouchure du lac Péribonka ;
- 298 km au Nord de l’embouchure de la rivière Péribonka (confluence avec le lac Saint-Jean)[4],[1]

À partir de l’embouchure du lac Piacouadie, le courant descend le cours de la rivière des Montagnes Blanches sur 76,4 km vers le Sud-Est, traverse le lac Manouane sur 30,0 km vers le Sud-Est, puis descend le cours de la rivière Manouane sur 150 km vers le Sud, le cours de la rivière Péribonka sur 602,7 km vers le Sud, traverse le lac Saint-Jean sur 29,3 km vers l’Est, puis emprunte sur 155 km le cours de la rivière Saguenay vers l’Est jusqu'à la hauteur de Tadoussac où il conflue avec le fleuve Saint-Laurent.

## Toponymie
Le toponyme « Lac Piacouadie » a été officialisé le 5 décembre 1968 par la Commission de toponymie du Québec.